# Eupnoi
Eupnoi este un subordin de opilioni constituit din 5 familii, care include 200 de genuri, și circa 1.700 de specii descrise. Subordinul este împărțit în două suprafamilii:  Phalangioidea, cu reprezentanți cu picioare foarte lungi și Caddoidea, specii cu ochi proeminenți.

## Răspândire
- Reprezentanții familiei Caddidea sunt răspândiți în zonele cu climă temperată din ambele emisfere, în Japonia, S.U.A., Canada, Europa, în sudul America de Sud, Australia, Noua Zeelanda, etc;
- Monoscutidae se întâlnesc în Australia și Noua Zeelandă.
- Neopilionidae au o distribuție în America de Sud, Africa de Sud și Australia.
- Sclerosomatidae sunt împărțite în mai multe subfamilii: Gagrellinae se găsesc din India până în Malayezia, Gyinae la altitudini mari în munții Caucaz, Alpi și în sudul munților Himalaya , Leiobuninae în Costa Rica și Sclerosomatinae în Asia, Europa si Africa de Nord.
- Phalangiidae: Phalangiinae sunt cele mai diverse în regiunea Marii mediteraniene, cu mai multe genuri endemice în Africa. Opilioninae sunt câteva specii găsite în sud-estul Asiei. Oligolophinae , cele mai multe specii habiteazǎ în Europa. Și Platybuninae sunt găsite, de asemenea, din Europa (în Caucaz) pânǎ pe insula Sumatra.

## Clasificarea
- Suprafamilia Caddoidea

- Familia Caddidae (6 genuri, 21 de specii)

- Suprafamilia Phalangioidea

- Familia Monoscutidae (5 genuri, 32 de specii)
- Familia Neopilionidae (8 genuri, 15 de specii)
- Familia Sclerosomatidae (148 genuri, 1273 de specii)
- Familia Phalangiidae (49 genuri, 381 de specii)